# Hasna Benhassi
Hasna Benhassi (arabiska: حسنة بنحسي), född den 1 juni 1978, är en marockansk friidrottare som tävlar på (medeldistans).
Benhassi första internationella mästerskapsfinal var vid inomhus VM 1999 då hon slutade femma på 800 meter. Hon deltog vid Olympiska sommarspelen 2000 där hon tog sig till final på 800 meter och slutade åtta på tiden 1.59,27. Vid inomhus VM 2001 vann hon guld på den längre distansen 1 500 meter. På samma distans blev hon bronsmedaljör vid Afrikanska mästerskapen 2002. 
Vid Olympiska sommarspelen 2004 i Aten blev hon silvermedaljör på 800 meter efter Kelly Holmes på det nya personliga rekordet 1.56,43. Hon tog sig även till final på 1 500 meter men slutade först på en tolfte plats.
Vid VM 2005 i Helsingfors blev hon åter silvermedaljör på 800 meter, denna gång var det Zulia Calatayud som blev hennes överman. Vid VM inomhus 2006 blev hon bronsmedaljör på 800 meter efter ett lopp på 2.00,34. Ytterligare en medalj på 800 meter blev det vid VM 2007 då hon slutade tvåa efter Janeth Jepkosgei. 
Benhassi deltog vid Olympiska sommarspelen 2008 där hon slutade trea på 800 meter efter kenyanskorna Pamela Jelimo och Jepkosgei.

## Personliga rekord
- 800 meter -   1.56,43
- 1 500 meter - 4.02,54